# Erwin Kreuzer
Erwin Kreuzer (* 24. Februar 1878 in Berlin; † 20. August 1953 in Bonn) war der fünfte Bischof der Alt-Katholischen Kirche in Deutschland. Für Veröffentlichungen nutzte er oft das Pseudonym E. K. Zelenka, das aus seinen Initialen und dem Geburtsnamen seiner Mutter zusammengesetzt war.

## Leben

### Kirchliche Laufbahn
Kreuzer wurde als jüngster Sohn von insgesamt sechs Kindern des königlich preußischen Rechnungsrats Hermann Oswald Anton Kreuzer und Franziska Kreuzer, geborene Zelenka, geboren. Schon seine Eltern waren beide alt-katholisch. Er studierte ab 1897 altkatholische Theologie in Bonn, wo er am 1. April 1900 zum Priester geweiht wurde. Anschließend war er kurzfristig Vikar in Köln, Pfarrverweser der Gemeinde Passau und Pfarrverweser in Kempten. In Kempten wurde er 1903 zum Pfarrer gewählt und verblieb in dieser Position bis 1915, als er zum Pfarrer in Freiburg im Breisgau gewählt wurde. 1919 wurde er Vorsitzender der badischen Landessynode, 1922 Mitglied der Synodalvertretung und 1924 Generalvikar für das Land Baden. Am 20. März 1934 wurde er Generalvikar für das Bistum und Bistumsverweser. Mit 119 von 121 Stimmen wurde er am 20. März 1935 zum fünften altkatholischen Bischof Deutschlands gewählt und empfing am 8. Mai in Mannheim durch Adolf Küry unter Assistenz der Bischöfe Henricus van Vlijmen (Haarlem) und Johannes Hermannus Berends (Deventer) die Bischofsweihe. 
Bombenangriffe zwangen ihn 1945 zur Umsiedlung nach Kempten. Doch schon im Dezember 1945 konnte er nach Bonn zurückkehren. Trotz eines schweren Herzinfarkts im September 1946 und deutlicher Symptome der Parkinson-Krankheit blieb er bis zu seinem Tode 1953 im Amt, wurde jedoch weitestgehend durch den Weihbischof Otto Steinwachs vertreten.
Erwin Kreuzer starb am 20. August 1953 im Alter von 77 Jahren und wurde auf seinen Wunsch hin in Kempten beerdigt.

### Politisches
Kreuzer engagierte sich in den Jahren 1919 bis 1922 in Freiburg für die Deutschnationale Volkspartei und war Mitglied im Deutschbund, einer völkischen Vereinigung. In manchen Äußerungen, von denen er auch später nicht Abstand nahm, sprach er von „ungesunder Rassenvermischung“ und dem „jüdischen Einfluss auf die deutsche Kultur“, den er negativ bewertete.
Seine Einstellung zum Nationalsozialismus stellt sich ambivalent dar. Im April 1930 bezeichnete er in einem Brief an Johann Josef Demmel die Nationalsozialisten spöttisch als „die Herren Hakenkreuzler“ und schrieb einige Tage später an Demmel: „Wir lassen uns nicht schwarz-weiß-rot anstreichen. Erst recht nicht mit Hakenkreuzen beschmieren wie die Wände der Piszbuden [sic!].“ Andererseits hielt er bis zum Ende der nationalsozialistischen Herrschaft an dem Gedanken fest, Deutschland werde „von einer sittlich hochstehenden Regierung geleitet“. Einschränkungen des kirchlichen Lebens schrieb er stets „untergeordneten Stellen“ zu und verharmloste damit die Ideologie der Herrschenden.

„In einem Hirtenbrief des Jahres 1946 bekennt er sich zur Mitschuld und schreibt, man habe sich von den ‚Hochzielen‘ der Nationalsozialisten blenden lassen: ‚…es gab doch von Anfang an Worte und Erscheinungen, die beschämend waren und die uns hätten wacher finden sollen…‘“

### Persönliches
Kreuzer heiratete am 19. Juni 1906 Elisabeth Umbreit, die aber schon am 28. September 1906 starb, und 1920 die Witwe Clothilde Leichtle geb. Aurenhammer († 1976). Er hatte zwei Töchter sowie eine Stieftochter aus der ersten Ehe seiner zweiten Frau Clothilde.